# とさけんぴ
とさけんぴは、高知県高知市の中心部にあるはりまや橋を盛り上げる為に活動しているマスコットキャラクターである。
土佐(高知)×土佐犬×名物芋けんぴ＝とさけんぴ。

## 特徴
出身地でもある、はりまや橋を頭にのせ、相撲ファンなので廻し風エプロンをしている。好物は名物である芋けんぴ。よさこい祭りが大好きで特技は鳴子の早鳴らし。廻しにいる相棒の鳴子の精“こなる”。

## キャラクター展開
高知市の中心部であるはりまや橋を拠点に活動しており、はりまや橋では月に2回程「とさけんぴのお散歩」として県内外の人々と交流しはりまや橋を盛り上げている。
県内での活動が中心の為、県外での露出は少ないが、滋賀県彦根市の「ご当地キャラ博in彦根2014」、「ご当地キャラ博in彦根2015」、埼玉県羽生市の「世界キャラクターさみっとin羽生 2014」、東京都墨田区の「ご当地キャラクターフェスティバル in すみだ2015」に参加している。キャラクターライブである「アイタイ」にも「アイタイ２」「アイタイ４」と２度出演している。
ゆるキャラグランプリにも2013年、2014年の2度エントリーしており2013年は217位、2014年は303位を獲得。2015年は未参加でTwitterで応援を行っている。